# Rhaebo caeruleostictus
Espèce
Synonymes
- Bufo caeruleostictus Günther, 1859
- Bufo chanchanensis Fowler, 1913

Statut de conservation UICN

 EN A2c : En danger
Rhaebo caeruleostictus est une espèce d'amphibiens de la famille des Bufonidae.

## Répartition
Cette espèce est endémique du versant Ouest de la cordillère Occidentale en Équateur. Elle se rencontre entre 40 et 2 000 m d'altitude.

## Publication originale
- Günther, 1859 : Second list of cold-blooded vertebrata collected by Mr. Fraser in the Andes of Western Ecuador. Proceedings of the Zoological Society of London, vol. 1859, p. 402-420 (texte intégral).